# The Volunteer
Pour plus de détails, voir Fiche technique et Distribution.
The Volunteer est un film britannique réalisé par Michael Powell et Emeric Pressburger, sorti en 1944.

## Synopsis
L'habilleur maladroit d'un célèbre acteur de théâtre britannique s'engage dans la Fleet Air Arm et devient un héros, recevant à la fin du film la Distinguished Service Medal au palais de Buckingham.

## Fiche technique
- Titre original : The Volunteer
- Réalisation : Michael Powell et Emeric Pressburger
- Scénario : Michael Powell et Emeric Pressburger
- Direction artistique : Alfred Junge
- Photographie : Freddy Ford
- Son : Desmond Dew
- Montage : Michael C. Chorlton
- Musique : Allan Gray
- Production : Michael Powell et Emeric Pressburger
- Sociétés de production : Archers Film Productions, Ministère de l'Information
- Pays d’origine :  Royaume-Uni
- Langue originale : anglais
- Format : noir et blanc — 35 mm — 1,37:1 — son Mono
- Genre : Film de propagande
- Durée : 45 minutes
- Date de sortie :
  - Royaume-Uni : 10 janvier 1944

## Distribution
- Pat McGrath : Fred Davey
- Michael Powell : Photographe près de Buckingham Palace

et dans leurs propres rôles
- Ralph Richardson
- Anna Neagle
- Laurence Olivier
- Herbert Wilcox
- Tommy Woodrooffe
- Anthony Asquith